# Megachile abacula
Megachile abacula är en biart som beskrevs av Cresson 1878. Megachile abacula ingår i släktet tapetserarbin, och familjen buksamlarbin. Inga underarter finns listade i Catalogue of Life.